# Hans-Dieter Pophal
Hans-Dieter Pophal est un plongeur est-allemand né le 22 novembre 1937 à Berlin.

## Biographie
Il concourt sous les couleurs de l'équipe unifiée d'Allemagne aux Jeux olympiques d'été de 1960 à Rome et aux Jeux olympiques d'été de 1964 à Tokyo, se classant respectivement huitième et quatrième du tremplin à 3 mètres.
Il est aussi vice-champion d'Europe de plongeon au tremplin à 3 mètres en 1962 à Leipzig, cette fois-ci sous les couleurs de l'Allemagne de l'Est.
Il est le beau-fils de la plongeuse Olga Jensch-Jordan.